# Берёзкин, Евгений Сергеевич
Евгений Сергеевич Берёзкин (бел. Яўген Сяргеевіч Бярозкін; род. 5 июля 1996, Витебск) — белорусский футболист, полузащитник казахстанского клуба «Елимай».

## Клубная карьера
Воспитанник футбольного клуба «Витебск», начал карьеру в составе фарм-клуба «Витебск-2» во Второй лиге. В 2013 году перешёл в новополоцкий «Нафтан», где стал выступать за дубль. В декабре стало известно, что интерес к Берёзкину стал проявлять московский «Спартак», однако Евгений остался в Новополоцке.
В сезоне 2014 прочно выступал за дублирующий состав «Нафтана». 9 ноября 2014 года дебютировал в Высшей лиге, выйдя на замену на 84-й минуте матча против БАТЭ (0:4). В сезоне 2015 стал чаще появляться на поле в основной команде, в том числе в стартовом составе. В сезоне 2016 года стал игроком основного состава и провёл 28 из 30 игр чемпионата Беларуси.
1 декабря 2016 года подписал контракт с борисовским БАТЭ. В первой половине сезона 2017 играл в основе борисовчан, нередко выходя в стартовом составе команды. Позднее стал реже появляться на поле. В сезоне 2018 играл нерегулярно. В июне и июле отсутствовал из-за травмы. В марте 2019 года продлил контракт с клубом.
В сезоне 2020 потерял место в составе и стал редко выходить на замену. В августе 2020 года перешёл в латвийскую «Лиепаю». В сезоне 2022 года выступает за «Торпедо-БелАЗ».
В январе 2023 года к футболисту проявлял интерес казахстанский клуб «Кызыл-Жар». По окончании контракта в январе 2023 года покинул жодинское «Торпедо-БелАЗ». В феврале 2023 года официально присоединился к казахстанскому «Кызыл-Жару». В декабре 2023 года футболист продлил контракт с казахстанским клубом.
В январе 2025 года получил тяжёлую травму (разрыв крестообразных связок).

## Карьера в сборной
В 2014 году играл за юношескую сборную Беларуси (до 19) в квалификационном раунде чемпионата Европы.
В 2017 году сыграл за молодежную сборную Беларуси (до 21) в матче квалификационного раунда чемпионата Европы против молодежной сборной Сан-Марино (до 21).
12 июня 2017 года дебютировал за национальную сборную Беларуси, выйдя на замену во втором тайме товарищеского матча против Новой Зеландии (1:0).

## Достижения
БАТЭ
- Чемпион Беларуси (2): 2017, 2018
- Обладатель Суперкубка Беларуси: 2017
- Обладатель Кубка Беларуси: 2020

Участник групповых турниров Лиги Европы сезонов 2017/18, 2018/19 в составе БАТЭ.
Лиепая
- Обладатель Кубка Латвии: 2020

## Статистика выступлений
| Сезон    | Дивизион | Клуб          | Страна          | Матчи | Голы |
| -------- | -------- | ------------- | --------------- | ----- | ---- |
| 2012     | Д3       | Витебск-2     | Флаг Беларуси   | 4     | 0    |
| 2013     | дубль    | Нафтан        | Флаг Беларуси   | 9     | 1    |
| 2014     | Д1       | Нафтан        | Флаг Беларуси   | 1     | 0    |
| 2015     | Д1       | Нафтан        | Флаг Беларуси   | 8     | 0    |
| 2016     | Д1       | Нафтан        | Флаг Беларуси   | 28    | 2    |
| 2017     | Д1       | БАТЭ          | Флаг Беларуси   | 23    | 0    |
| 2018     | Д1       | БАТЭ          | Флаг Беларуси   | 13    | 2    |
| 2019     | Д1       | БАТЭ          | Флаг Беларуси   | 17    | 2    |
| 2020 (1) | Д1       | БАТЭ          | Флаг Беларуси   | 6     | 0    |
| 2020 (2) | Д1       | Лиепая        | Флаг Латвии     | 9     | 2    |
| 2021     | Д1       | Лиепая        | Флаг Латвии     | 25    | 3    |
| 2022     | Д1       | Торпедо-БелАЗ | Флаг Беларуси   | 28    | 3    |
| 2023     | Д1       | Кызыл-Жар     | Флаг Казахстана | 23    | 3    |
| 2024     | Д1       | Кызыл-Жар     | Флаг Казахстана | 20    | 7    |